# محمد الراشدي
محمد سعيد الراشدي هو قاص وناقد سعودي. صدرت له مجموعة من الأعمال الأدبية في النقد والقصة القصيرة، منها: «سقف مستعار»، ومجموعة «العقرب» القصصية التي حصل بها على جائزة عكاظ الدولية للسرد العربي في القصة العربية عام 2017. كما حصل على العديد من الجوائز منها: جائزة راشد بن حميد النعيمي عام 2023م.

## العمل
يعمل في قطاع التعليم في الهيئة الملكية في ينبع.

## كتب
| الاسم           | النوع                                      | دار النشر                               | تاريخ النشر | عدد الصفحات | ردمك ISBN              | المصدر |
| --------------- | ------------------------------------------ | --------------------------------------- | ----------- | ----------- | ---------------------- | ------ |
| احتضاري         | مجموعة قصصية                               | النادي الأدبي بالرياض                   | 2012        | 95          |                        | [ 6 ]  |
| شهد على حد موس  | مقاربات في الثقافة والأدب                  | جودي للإعلام والنشر                     | 2013        | 128         | (ردمك 139786140107786) | [ 7 ]  |
| أيقونة الرمل    | مقاربات نقدية في تجربة الشاعر محمد الثبيتي | مؤسسة الإنتشار العربي، نادي أبها الأدبي | 2014        | 161         | (ردمك 9786144045831)   | [ 8 ]  |
| نكز             | نصوص ساخرة                                 | مؤسسة الإنتشار العربي                   | 2015        | 232         | (ردمك 9786144047323)   | [ 9 ]  |
| العقرب          | نصوص قصصية                                 |                                         | 2017        |             |                        | [ 10 ] |
| سقف مستعار      | مجموعة قصصية                               |                                         | 2021        |             |                        | [ 11 ] |
| الإشارة الرابعة | قصص قصيرة                                  |                                         | 2024        |             |                        | [ 12 ] |

## جوائز
- جائزة جمعية الثقافة والفنون بمنطقة القصيم للقصة القصيرة عام 1428هـ.[13]

- جائزة أبها الثقافية في القصة القصيرة عام 1435هـ[1]
- جائزة سوق عكاظ الدولية للسرد العربي في القصة عن مجموعته القصصية «العقرب» عام 1438هـ.[1]
- جائزة أدبي حائل للقصة القصيرة عام 1439هـ[1]
- التكريم من نادي المدينة المنورة الأدبي، والغرفة التجارية بينبع، ضمن الحفل التكريمي لمثقفي محافظة ينبع الحاصلين على جوائز ثقافية محلية وعربية عام 1436هـ.[13]
- جائزة راشد بن حميد النعيمي للثقافة والعلوم في القصة عام 2023م.[4]

## وصلات خارجية
برنامج روافد - قناة العربية- حوار مع القاص والناقد محمد الراشدي